# 英雄虎胆
《英雄虎胆》是中国八一电影制片厂在1958年制作的以1950年广西剿匪为题材的影片。

## 创作经过
导演严寄洲在1957年发掘出丁一三的剧本《北伦河畔》。经八一电影制片厂同意后，严寄洲开始在广西搜集材料，准备拍摄电影。期间，他采访了在十万大山指挥过剿匪战斗的陈漫远。

## 制作人员

剧照，于洋饰演的曾泰与王晓棠饰演的阿兰

- 编剧：丁一三
- 导演：严寄洲、郝光
- 摄影：蒋仕
- 副摄影：张冬凉
- 作曲：高如星
- 美工：寇洪烈
- 录音：李柏坚
- 剪辑：华彬
- 特技摄影：钟岳
- 特技设计：王寅
- 制片主任：赵凯
- 演奏：中央乐团交响乐队
- 指挥：李德伦

## 角色
| 演员   | 角色   | 简介                                                                                       | 备注 |
| 于 洋  | 曾 泰  | 解放军侦察科长，冒用台湾派遣至广西的副司令雷振庭的身份，深入匪巢。                         |      |
| 张勇手 | 耿 浩  | 解放军侦察员                                                                               |      |
| 里 坡  | 马政委 |                                                                                            |      |
| 刘秉章 | 林团长 |                                                                                            |      |
| 朱 启  | 丁连长 |                                                                                            |      |
| 李 力  | 老猎人 |                                                                                            |      |
| 曲 云  | 刘大嫂 |                                                                                            |      |
| 张 章  | 田参谋 |                                                                                            |      |
| 方 辉  | 李汗光 | 匪首、司令。                                                                               |      |
| 胡敏英 | 李月桂 | 匪首                                                                                       |      |
| 王晓棠 | 阿 兰  | 李月桂亲信、随从。出身于地主家庭，因父母被中華人民共和國人民政府处决，因此仇恨中国共产党。 |      |
| 张怀志 | 独眼龙 |                                                                                            |      |
| 孟庆芳 | 崔阿龙 |                                                                                            |      |
| 万 和  | 假俘虏 |                                                                                            |      |